# LUCY LOVE -SEASON II-
『LUCY LOVE -SEASON II-』（ルーシー・ラヴ シーズン・トゥー）は、日本の女性シンガー、Noaの2ndアルバム。2009年8月5日発売。

## 概要
- 前作から約8ヶ月ぶりのアルバム。
- 前作に引き続きLGYankeesが総合プロデュースを手掛けている[注釈 1][2]。また、前作同様アメリカ合衆国カリフォルニア州の服飾ブランド「LUCY LOVE」の商標および衣装がタイアップされている。
- 自身初となるオリコントップ10入りを記録した。
- 初回盤にはDVDが付いている。

## 収録曲
1. Intro 
（作曲：DJ No.2）
2. No One Knows 
（作詞：Noa 作曲：NO DOUBT TRACKS）
3. Singled Out!!-Do It! Do It! Do It!- feat.山猿,ShaNa,GIO 
（作詞：山猿 ,ShaNa,DJ No.2 作曲：DJ No.2）
4. いいわけ feat.Clef 
（作詞：Noa，Clef 作曲：NO DOUBT TRACKS）
5. to you...
（作詞：Noa 作曲：NO DOUBT TRACKS）
6. Teenage Love feat.LGYankees 
（作詞：LGYankees 作曲：DJ No.2）
7. You're A Flirt 
（作詞・作曲：DJ No.2）
8. ライライ feat.HeadPhone Bulldogs 
（作詞：Noa,HeadPhone Bulldogs 作曲：HeadPhone Bulldogs）
9. Over&Over
（作詞・作曲：DJ No.2）
10. Sunset Breeze 
（作詞：Noa 作曲：NO DOUBT TRACKS）
11. 月のヒカリ feat.中村舞子 
（作詞：Noa 作曲：HeadPhone Bulldogs） 
「レコチョク」CMソング
12. far away feat.SO-TA 
（作詞：Noa,SO-TA 作曲：NO DOUBT TRACKS）
13. Pain 
（作詞：Noa 作曲：NO DOUBT TRACKS）
14. Outro 
（作曲：DJ No.2）

### DVD（初回限定盤のみ）
1. far away feat.SO-TA
2. KO.A.KU.MA II feat.MAICHI
3. 信じてる
4. Making Of far away